# Maclear
Maclear este un oraș din Provincia Eastern Cape, Africa de Sud.